# Max Scheler (Fotograf)
Max Georg Scheler (* 28. Dezember 1928 in Köln; † 7. Februar 2003 in Hamburg) war ein deutscher Fotograf und Bildjournalist.

## Leben
Max Scheler war der Sohn des gleichnamigen Philosophen.
1941 lernte er den Fotografen Herbert List  in München kennen, als er im Krieg auf der Flucht war. Nach dem Abitur 1948 studierte er Kunstgeschichte und Germanistik in München. Nebenbei war er tätig als Fotograf. 1951 assistierte Scheler Herbert List auf gemeinsamen Reisen durch Italien, Spanien und Griechenland.
Während seiner kurzen Zeit in Paris im Jahr 1951–1952 lernte Scheler den Fotografen Robert Capa kennen. Dieser gewann ihn dafür, seine Bilder durch die neugegründete Fotografenagentur Magnum Photos anbieten zu lassen. Die Zusammenarbeit hielt bis 1956 an. Von 1953 bis 1959 lebte er in Rom und arbeitete als freier Bildjournalist in Europa, Nordafrika, dem Nahen Osten und Asien für Magazine wie Picture Post, Look, Life, Paris Match, Epoca und die Münchner Illustrierte. 1957 fotografierte er in Venedig Romy Schneider bei den Dreharbeiten zu Sissi – Schicksalsjahre einer Kaiserin und während ihres Aufenthalts bei den Filmfestspielen.
1959 zog er nach Hamburg und begann dort seine langjährige Tätigkeit für den Stern, dessen Erscheinungsbild er mit Thomas Höpker, Robert Lebeck und Stefan Moses prägte.
Schelers Hauptthema waren die Menschen unterschiedlicher Kulturkreise. Er lichtete sie im Alltag ab, bei Festlichkeiten, in Krisen- und Kriegszeiten. Unter anderem porträtierte er Politiker wie Konrad Adenauer, Willy Brandt, Heinrich Lübke und Unternehmer wie Giovanni Agnelli.

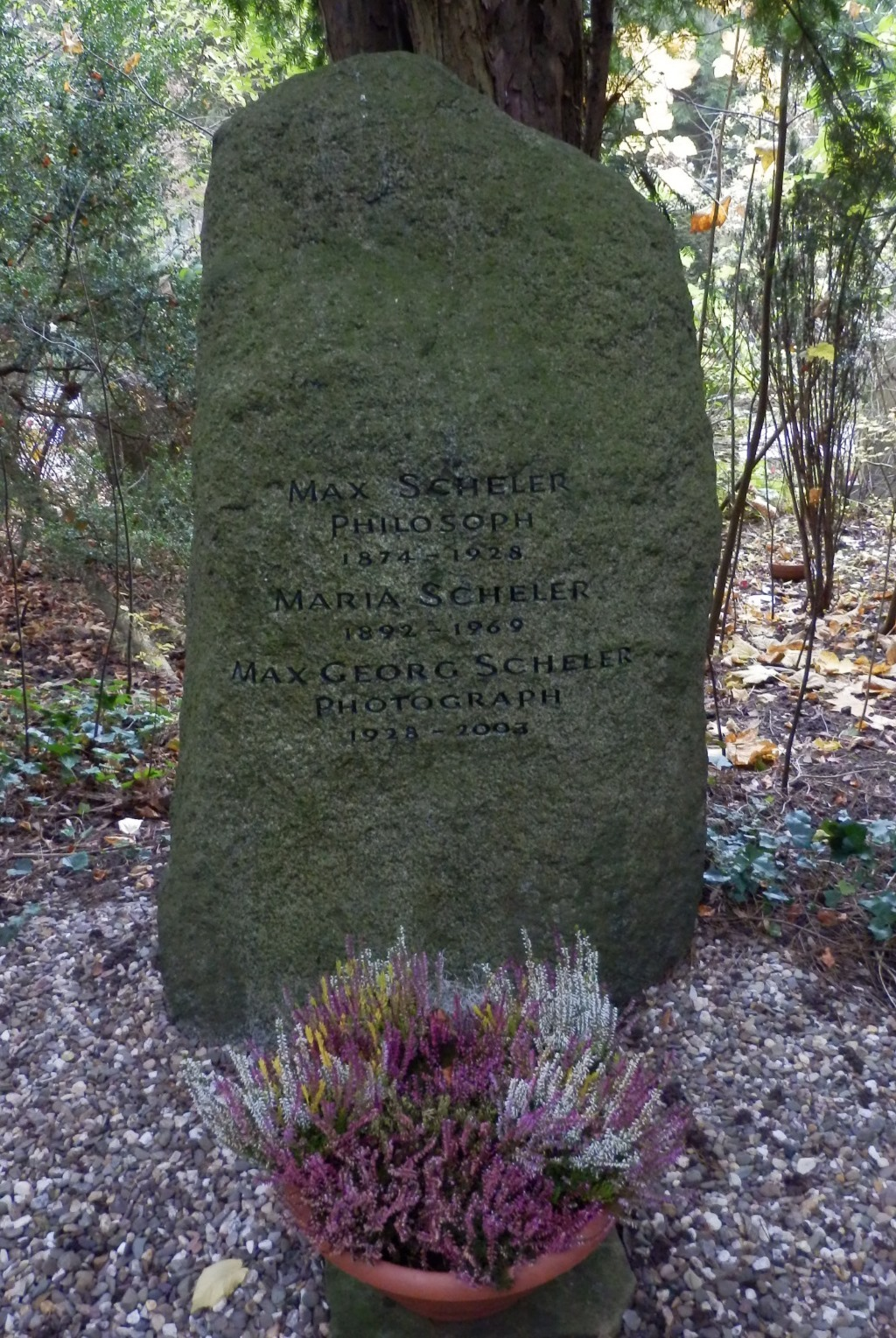
Max Scheler – Familiengrab auf dem Kölner Südfriedhof

1964 dokumentierte er die Beatlemania mit Astrid Kirchherr zusammen und begleitete fotografisch die Dreharbeiten zu A Hard Day’s Night.
Ab 1975 arbeitete er mit Rolf Gillhausen und Rolf Winter am Entstehen der Zeitschrift Geo. Er war deren stellvertretender Chefredakteur bis 1980. Anschließend arbeitete er bis 1992 in gleicher Funktion für Merian.
In seinen letzten fünfzehn Lebensjahren organisierte Scheler internationale Ausstellungen und veröffentlichte Bücher aus dem Nachlass seines Freundes Herbert List.
Max Scheler ist beerdigt im Familiengrab auf dem Kölner Südfriedhof (Flur 18).

## Veröffentlichungen
- mit Astrid Kirchherr: Liverpool Days. Genesis Publications, 1994, ISBN 0-904351-44-0; Neuausgabe: Yesterday: The Beatles Once Upon A Time. Vendome Press, 2007, ISBN 0-86565-189-2
  - The Beatles. Wie alles begann. Collection Rolf Heyne, München 2008, ISBN 978-3-89910-378-6